# Randwick DRUFC

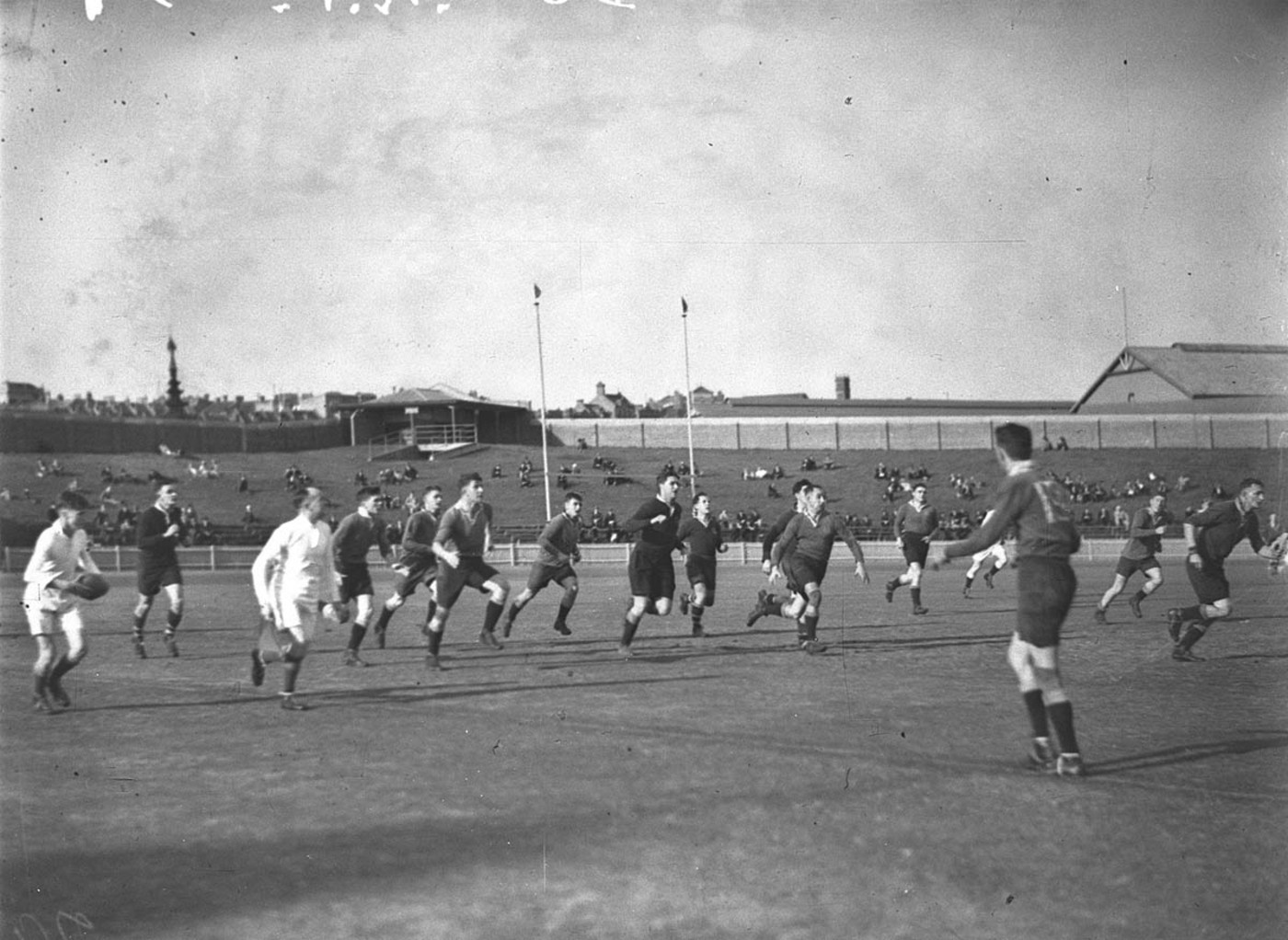
Enfrentando a Manly RUFC en 1934.

El Randwick DRUFC es una institución deportiva australiana de atletismo, rugby amateur masculino y turf, ubicada en Sídney.
El equipo de rugby participa en el Escudo Shute, es uno de los más antiguos del Mundo y es famoso por ser el que más jugadores aportó a los Wallabies. Jugaron en él David Campese; considerado el mejor wing de la historia, Mark Ella; el mejor apertura que dio su país y Chris Latham, además de otros que integran el World Rugby Salón de la Fama y varios campeones del Mundo.

## Historia

El club albergó la misa de Benedicto XVI en la JMJ 2008.

El club cuenta con uno de los mejores hipódromos de Australia. Durante el amateurismo se ubicó como el mejor club del país, principalmente durante los años 1980 y ganó 14 títulos de 1978 a 1996.
En total, 105 jugadores de Randwick llegaron a representar a los Wallabies y 12 fueron capitanes. Además atletas, como el boxeador Tony Madigan y las marchadoras Jane Saville y Natalie Saville, representaron al país en los Juegos Olímpicos.

### Frente a seleccionados
En 1988 enfrentaron a los All Blacks como entrenamiento de los kiwis durante la gira de los All Blacks 1988. Venció el seleccionado 22–9.
En septiembre de 2019 enfrentaron a los Pumas, como un homenaje del seleccionado y por los amistosos para el Mundial de Rugby 2019. Se cantó el himno australiano en aborigen y Randwick fue reforzado con jugadores del plantel argentino.

## Visita del Papa
Durante la Jornada Mundial de la Juventud 2008, en el hipódromo se congregaron 200.000 personas para asistir a la misa que dio Su Santidad Benedicto XVI.

## Jugadores importantes
Matthew Burke, David Campese, Ken Catchpole, Tony Daly, Mark Ella, Owen Finegan, John Flett, George Gregan, Phil Kearns, Chris Latham, Simon Poidevin, Morgan Turinui, Chris Whitaker y el fiyiano Nemani Nadolo.

### Entrenadores
- Bob Dwyer (1978–1988): se consagró campeón del Mundo en Inglaterra 1991.
- Eddie Jones (1994): actualmente al frente de La Rosa, anteriormente en Australia y Japón.
- Michael Cheika (2001–2005): entrenador de los Wallabies. 2022 Actual entrenador de Los Pumas Argentina.

## Palmarés
- Campeón del Campeonato Australiano de Clubes en 6 ocasiones: 1982, 1983, 1988, 1989, 1991 y 1997.
- Campeón del Escudo Shute en 28 ediciones: 1930, 1934, 1938, 1940, 1948, 1959, 1965, 1966, 1967, 1971, 1973, 1974, 1978, 1979, 1980, 1981, 1982, 1984, 1987, 1988, 1989, 1990, 1991, 1992, 1994, 1996, 2000 y 2004.